# 信宜石竹
信宜石竹（学名：Bambusa subtruncata）为禾本科簕竹属下的一个种。

## 扩展阅读
- 維基物種上的相關：信宜石竹